# Dodge Mirada
Dodge Mirada – samochód sportowy klasy pełnowymiarowej produkowany pod amerykańską marką Dodge w latach 1980 – 1983. 

## Historia i opis modelu

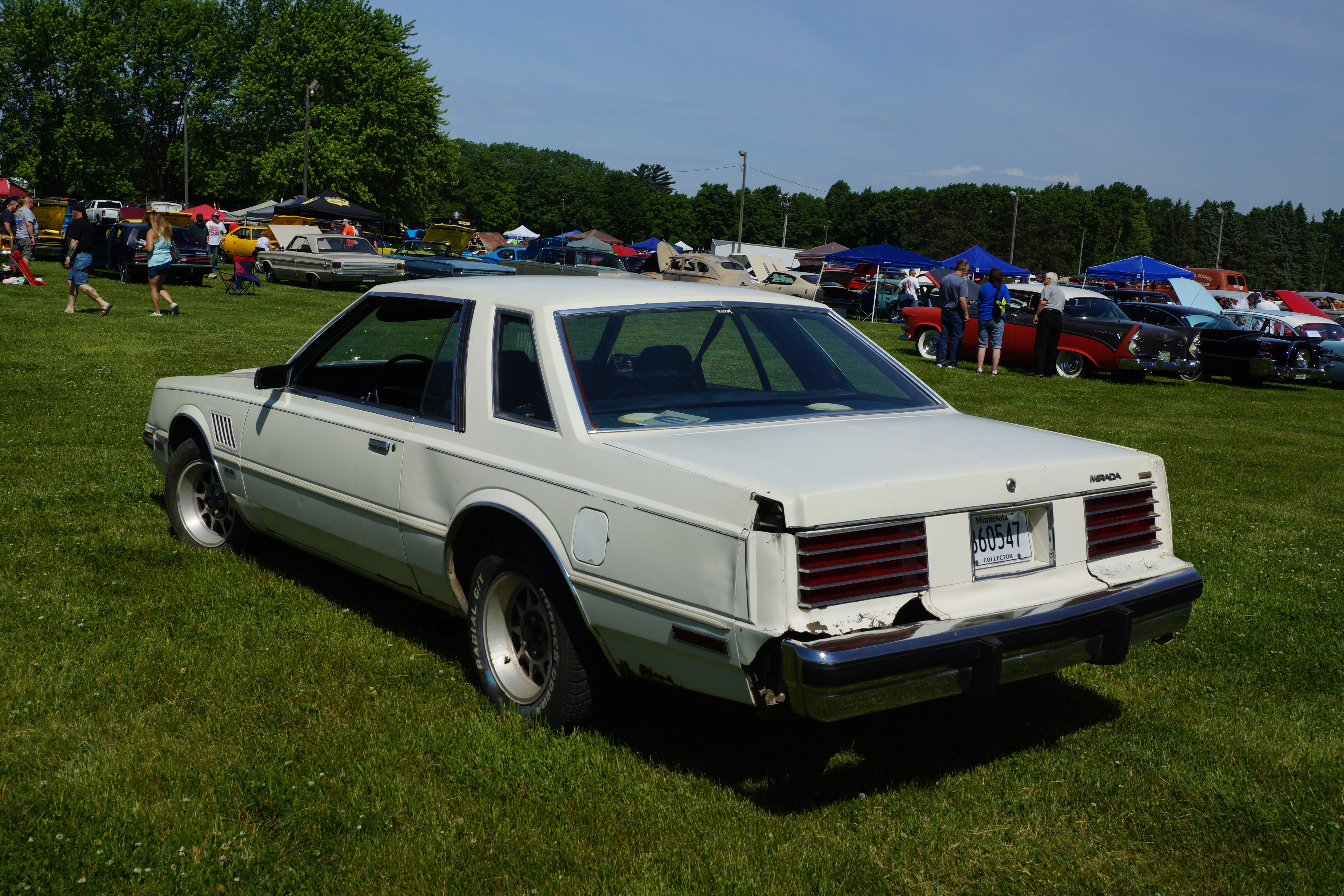
Dodge Mirada - tył

Samochód został oparty na płycie podłogowej Chrysler J-body jako następca modelu Magnum. Dostępny wyłącznie jako 2-drzwiowe coupé i podobnie jak poprzednik był bliźniaczą odmianą modelu Chrysler Cordoba. Do napędu używano benzynowych silników R6 o pojemności 3,7 l oraz V8 o pojemności 5,2 oraz 5,9 l. Moc przenoszona była na oś tylną poprzez 3-biegową automatyczną bądź 3-biegową manualną skrzynię biegów. 
Przez 3 lata produkcji powstało 52 947 egzemplarzy modelu, a pojazd nie otrzymał następcy.

### Wersje wyposażeniowe
- Base
- SE
- CMX

### Silniki
- L6 3.7l Slant-6
- V8 5.2l LA
- V8 5.9l LA